# Tamron Hall

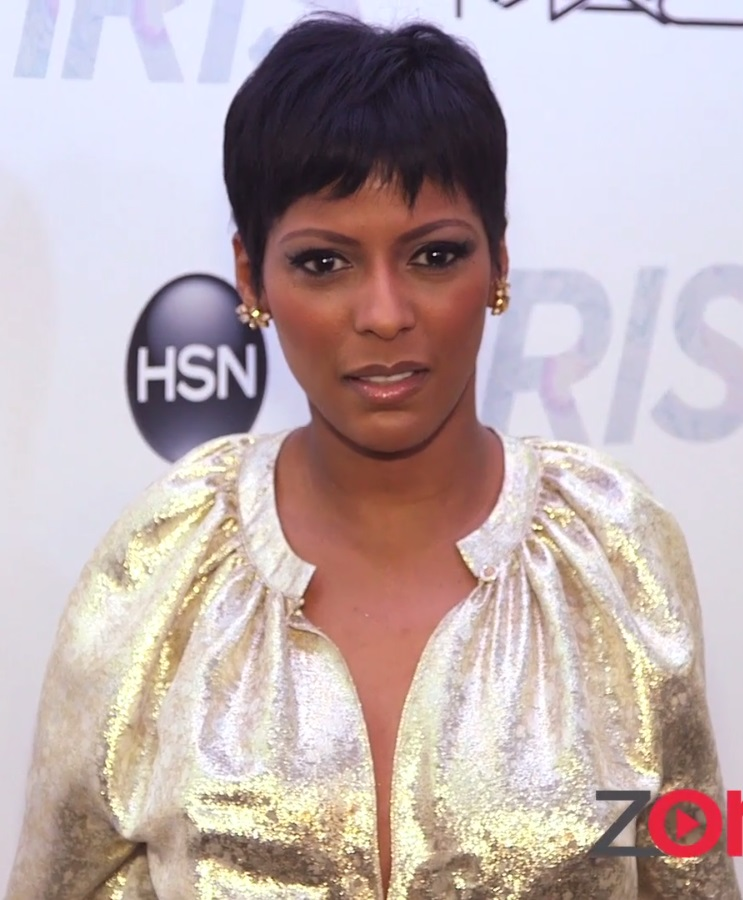
Tamron Hall, 2015

Tamron Hall (* 16. September 1970 in Luling (Texas), Caldwell County) ist eine amerikanische Journalistin und Talkshow-Moderatorin. Insbesondere war sie in verschiedenen Funktionen beim amerikanischen Sender National Broadcasting Company (NBC) tätig. Aktuell moderiert sie das Format «Deadline: Crime with Tamron Hall» auf dem amerikanischen Pay-TV-Sender Investigation Discovery. Seit September 2019 moderiert sie außerdem eine nach ihr benannte Talkshow auf Disney’s ABC Domestic Television.

## Ausbildung
Hall machte 1992 ihren Bachelor of Arts in Rundfunk-Journalismus an der Temple University in Philadelphia.

## Karriere
Hall begann ihre Karriere als Reporterin für die Sender KBTX-TV und KTVT in Bryan, Texas, die beide zur CBS-Gruppe gehören. Von 1997 bis 2007 arbeitete sie in verschiedenen Funktionen für den Fox-Kanal WFLD-TV in Chicago, Illinois. Zwischen Juli 2007 und Februar 2017 moderierte sie verschiedene Formate auf den nationalen Nachrichtensendern MSNBC und NBC News.
Sie ist Mitglied bei der National Association of Black Journalists, einer der größten Organisationen afroamerikanischer Journalisten in den Vereinigten Staaten.

## Auszeichnungen
Hall gewann in ihrer Laufbahn folgende Auszeichnungen:
- 1999: Emmy-Nominierung für ihr Konsumentenschutz-Format "The Bottom Line".[5]
- 2010: Lew Klein Alumni in the Media Award von der Temple University.[6]
- 2010: Emmy-Nominierung für "The Inauguration of Barack Obama" für NBC News.[7]
- 2011: Emmy-Nominierung für die Sendung "Education Nation: Teacher Town Hall".[8]
- 2016: Edward R. Murrow Award für ihren Report über häusliche Gewalt.[9]

## Engagement gegen häusliche Gewalt
2004 starb Halls Schwester Renate an den Folgen häuslicher Gewalt. Der Täter wurde bis heute nicht verurteilt. Daraufhin gründete sie den Fonds «The Tamron Renate Fund», mit dem sie Opfer und Überlebende häuslicher Gewalt unterstützt.

## Privatleben
Hall ist mit dem Musikmanager Steven Greener verheiratet und lebt in Harlem. Sie haben einen gemeinsamen Sohn, der 2019 geboren wurde.